# Учительская династия Раменских
Учительская династия Ра́менских — масштабная мистификация, созданная в 1960—1980-х годах пенсионером, бывшим комсомольским и партийным активистом, административно-хозяйственным работником и литератором-любителем Антонином Аркадьевичем Раменским (1913—1985). Согласно популяризованной на страницах советской прессы легенде, его семья на протяжении веков способствовала развитию просвещения в России, а различные представители её были знакомы со многими знаменитыми людьми. Раменский создал многочисленные подделки, подтверждающие мистификацию, в том числе успешно фальсифицировал автографы, рисунки и мемориальные вещи Александра Пушкина, введя в заблуждение известных пушкинистов. Другая подделка Раменского вошла в собрание сочинений Владимира Ленина как его подлинное письмо. Созданный Раменским миф с успехом тиражировался и развивался в продолжение четверти века и был разоблачён только после смерти фальсификатора.

## Мистификатор
Антонин Аркадьевич Раменский родился 7 (20) апреля 1913 года в деревне Берёзки Вышневолоцкого уезда Тверской губернии; его земляком и другом детства был геолог академик Б. С. Соколов. Раменский окончил педтехникум в Бологом, в течение двух учебных лет в 17-19-летнем возрасте преподавал обществоведение в фабрично-заводской семилетке, что не мешало ему в дальнейшем причислять себя к «учительской династии». Работал агитатором, переехал в Москву, учился, если доверять его официальным анкетам, в Коммунистическом университете, стал активистом ВЛКСМ, был комсоргом артели «Спартак», выпускавшей спортинвентарь, вступил в ВКП(б) (1939) и в январе 1941 года получил должность заведующего сектором кадров Советского райисполкома Москвы. В январе 1942 года был призван в армию, получил звание политрука, служил в политотделе Московского горвоенкомата и в штабе Московского ВО в должности инструктора политотдела, в октябре того же года был комиссован по состоянию здоровья (нарушение зрения на почве хориоидита, не связанное с воинской службой). В 1943—1947 годах работал председателем правления московской артели «Художественная игрушка», а затем главным инженером в Союзе художественных артелей (Горхудожпромсоюзе) Москвы, в 1950-х — в Горвторсырьепромсоюзе. В этот период Антонин Раменский жил в московской квартире в Орлово-Давыдовском переулке.
Кроме диагностированного во время войны ухудшения зрения, в 1954 году Раменский перенёс инфаркт; в публикациях сообщалось, что он после этого был «прикован к постели» или даже «парализован», но сведения эти, вероятно, преувеличены, хотя сам факт серьёзного расстройства здоровья имел место. Причину проблем со здоровьем он связывал в разных публикациях с «общественным служением», в частности, тем, что в 1929 году, агитируя за колхозы, был избит «кулацкими сынками», а также упоминал, в том числе даже в официальных документах 1954 г., о явно вымышленной контузии в войну (служил он только в Москве), вплоть до именования себя «инвалидом войны 1-й группы». Тему своего состояния здоровья и угрозы для жизни Раменский, «последний представитель» своего рода и носитель «семейной памяти», активно использовал как объект обсуждения и психологической манипуляции в общении с журналистами и переписке с многочисленными корреспондентами. С марта 1957 года Раменский получал республиканскую персональную пенсию. В 1960-е годы, уже после успеха первых подделок и привлечения интереса СМИ, получил квартиру в новом доме в Грохольском переулке. В публикациях о Раменском он последовательно представлен как одинокий пенсионер, хотя он ещё до начала своего проекта женился, не позднее конца 1940-х годов, на некой Клавдии Ивановне, ухаживавшей за ним до конца его жизни. Вероятно, жена Раменского печатала на машинке и писала многие исходившие от фальсификатора тексты.
На протяжении всей жизни Антонин Раменский писал стихи, пьесы и рассказы в идеологически-агитационном духе, а также собирал коллекцию вырезанного из журналов «советского иллюстративного китча». В Ржевском городском архиве хранится архив Раменского, исследованный В. П. Козловым, а затем А. А. Рыбалкой. Важной частью архива являются составленные владельцем альбомы, посвящённые официальной репрезентации мифа об «учительской династии Раменских», его резонансу и его увековечиванию.

## Историческое зерно
А. А. Раменский принадлежал к действительно существовавшей семье педагогов, активной с 1870-х годов, потомкам мелкого сельского духовенства. Учителями были его отец Аркадий Николаевич (1886—1968), заслуженный учитель школ РСФСР (1965), внёсший вклад в первые публикации сына в 1960-х годах и не опровергавший его фальсификаций, и дядя, заведующий берновской начальной школой Сергей Николаевич (1891 — после 1942), который был осужден на шесть лет лагеря во время Второй мировой войны по обвинению в пособничестве немецким оккупантам (ст. 58-3 УК РСФСР), реабилитирован в 1993 г. Предыдущее поколение педагогов Раменских представляли дед Антонина Николай Пахомович (1856—1936), с 1889 года преподававший в приходской школе деревни Мологино Тверской губернии, и двоюродный дед, крупный образовательный деятель Алексей Пахомович (1845—1928), окончивший Петербургскую духовную академию и преподававший в разных учебных заведениях Симбирска, а затем служивший инспектором народных училищ в Орском округе Оренбургской губернии (с 1882 по 1890) и директором народных училищ Пермской губернии (с 1890 по 1917, действительный статский советник и кавалер трёх орденов). Преподаванием в XX в. занимались и другие родственники Раменского, в том числе по женской линии.
Возможно, существовали какие-то семейные предания о знакомстве А. П. Раменского, в 1873—1882 годах служившего в Симбирске, с семьёй Ульяновых. Фактически общение Раменского с отцом Ленина было не близким, а в Симбирской гимназии он провёл только 18 уроков весной 1879 г., ещё до поступления туда Владимира Ульянова.
Первым представителем семьи, жившим в деревне Мологино и носившим фамилию «Раменский», был прадед А. А. Раменского дьячок (впоследствии дьякон) Пахом Фёдорович (1824—1892), сын дьякона села Раменье Кашинского уезда Фёдора Ивановича Бухарева. Пахом Раменский и его братья, получившие эту фамилию, видимо, в семинарии в честь родного села, приходились дальними родственниками известному духовному писателю А. М. Бухареву (иеромонаху Феодору). Однако об этих поколениях своего рода у А. А. Раменского изначально не было никаких достоверных сведений, и он впоследствии заполнял этот пробел своим вымыслом.

## Содержание мистификации

### Хронология и пространство мифа
Отталкиваясь от этих сведений, Антонин Раменский начал дополнять новыми подробностями историю семьи, а затем удревнять её всё далее в глубь веков. Происхождение своей семьи из духовного сословия он, по условиям советского времени, замалчивал, подменяя реальную историю анахронически перенесёнными в начало XIX в. и даже в более ранние эпохи институтами «народных училищ» и «народных учителей». Кроме того, свободно изобретая контакты своих вымышленных предков с историческими деятелями прошлого, Раменский с какого-то момента стремился соответственно «подтянуть» до этого уровня значимость или статус реально существовавших родственников.
Хронологический и географический охват мистификации и круг включённых в неё персоналий с течением времени постоянно рос, Раменский в своих рассказах журналистам в центральной и региональной прессе упоминал всё новые и новые сюжеты, часто противоречащие предыдущим в тех или иных деталях, а также не всегда объясняя умолчание об этих новых сенсациях в предыдущих версиях мифа. Большинство рассказов (а также «подтверждающих» их фальсификатов) Раменского содержало те или иные несоответствия известным фактам и анахронизмы; в тех случаях, когда на эти несообразности обращалось внимание при его жизни, их старались трактовать в его пользу.
Первоначальная версия мифа (ориентированная на 200-летний «юбилей» династии в 1963 году) ограничивалась лишь двумя веками родовой памяти и деятельностью в основном на «малой родине». В 1763 году некто Алексий Раменский из Москвы, по данным демонстрировавшейся мистификатором в 1962 году семейной «летописи», якобы основал первую «народную школу» в селе Мологине ныне Ржевского района. Фактически приходское училище в Мологине возникло лишь в 1846 году, и только около этого же времени предки Раменского появляются в селе и получают эту фамилию, а преподают там лишь с 1889 года. Далее, в 1817 году преемником легендарного мологинского основоположника стал его сын, также Алексей, знакомый А. С. Пушкина, а затем, в 1834 году, сын Алексея-младшего Пахом, прадед мистификатора. В действительности отчеством Пахома Раменского было «Фёдорович», а не «Алексеевич», и в 1834 году ему было только 10 лет. Впоследствии, узнав от обращавшихся в архивы энтузиастов-краеведов подлинное имя и биографические обстоятельства своего прадеда, Раменский «исправил» легенду и собственную генеалогию; теперь между Алексеем-младшим и Пахомом был вставлен «Фёдор Алексеевич Раменский», которому были приписаны новые биографические эпизоды.
С конца 1960-х Раменский стал возводить свой род как минимум ко временам Петра I, а по окончательной версии легенды, сложившейся к концу 1970-х-1980-м годам, его предки уже на протяжении пятисот лет учительствовали в России, и история этого разветвлённого семейства начинается в Москве XV века. Основоположником учительской династии Раменских был объявлен Андриан Раменский, «выходец из болгар, получивший образование в Греции», который в 1479 году (или 1478) «зажёг светильник грамоты на Москве-граде, в школярне своей, что у Никитских ворот» (псевдоцитата из архива династии). Другие представители семьи, работавшие «книгописцами и одновременно лоцманами» на реке Мсте, будто бы спасли Марфу Посадницу, спрятали порученную им библиотеку новгородского посадника и были за это казнены в Москве Иваном III. В 1969 году Раменский в письме археографу В. И. Малышеву рассказывал об этой «древней новгородской библиотеке» и предлагал начать её поиски. Была вымышлена и казачья украинская ветвь Раменских, к которой был «приписан» реально существовавший Никифор Роменский — наказанный в 1800 г. в Бахмуте за непочтительные слова об императоре чиновник; в мифической версии Роменский был переделан в Раменского и превращен в революционера и сподвижника Радищева, который будто бы из-под строгого надзора в ссылке «тайно приезжал» к нему в Бахмут. В других эпизодах мистификатор также практиковал включение в генеалогическое древо «династии», не считаясь с точной передачей имён и хронологией, исторически реальных лиц, не имевших к мологинским Раменским никакого отношения. Поздние версии мифа включали в себя полный перечень предков Раменских по прямой линии начиная с Андриана, причём для каждого из них указывались точно известные годы жизни.
Согласно самым поздним версиям легенды, полностью обнародованным уже фактически после смерти её создателя, Раменские вели базирующийся в Мологине огромный архив, куда стекались их воспоминания, дневники и хроники событий: в нём «находилось порядка 10 тысяч ценных писем выдающихся людей», погибшие во Вторую мировую войну. «Почти непрерывно» они подвергались репрессиям властей за вольнодумство или участие в революционной борьбе, а в окончательной версии мифа утверждалось, что с первых лет XX века «Мологино стало центром Ржевской социал-демократической организации», членами которой будто бы были практически все действовавшие в это время Раменские.
Помимо Тверского края, Раменские якобы действовали во многих других регионах России, Украины и Средней Азии, а также участвовали в гражданской войне в США (потомки этой ветви будто бы переселились в Мексику) и в Парижской коммуне. К 1930-м годам якобы существовало «38 фамилий родственных семей», «образовавшихся» от семьи Раменских (что бы это ни значило).

### Балканский след
Начиная с 1963 г. Раменский заявлял о болгарском происхождении своих предков, хотя в публикациях о «династии» эти данные долгое время отсутствовали. Затем в легенду были включены соответствующие сюжеты, приуроченные к различным эпохам (болгарская биография основателя династии Андриана, вернувшегося потом на родину и умершего в возрасте более 100 лет в Рильском монастыре, пребывание «предка Георгия» в начале XVIII в. в Болгарии после турецкого плена, знакомство других членов семьи с Христо Ботевым и Димитром Благоевым, героическое участие одного из вымышленных Раменских в Русско-турецкой войне, личные путешествия директора народных училищ А. П. Раменского в Болгарию и сбор там материалов по истории семьи и др.). Родиной основоположника династии был объявлен город Стара-Загора, с которым его русские потомки поддерживали связи на протяжении четырёх последующих веков. Сам фальсификатор якобы был знаком с советской военной журналисткой болгарского происхождения Лилией Карастояновой, погибшей в 1943 г. в партизанском отряде. Тему дружбы с Карастояновой, в том числе фиктивных совместных встреч с имевшим особое значение для него Николаем Островским, он эксплуатировал на протяжении долгого времени, сочиняя и публикуя стихи и воспоминания о Лилии, в том числе и на родине героини в городе Лом. Контактам Раменского с Болгарией первоначально способствовал советский физиотерапевт Яков Берлин, действительно знавший Лилию. Впоследствии Раменский узнал из публикаций и о реальной переписке Карастояновой с Островским, что далее стимулировало его фантазию. В поздние годы Раменский уверял, что его родственники, помимо Болгарии, есть также в Румынии, Сербии и Черногории, периодически он пытался их «разыскивать» в Стара-Загоре и других местах.

### Раменские и знаменитости
По легенде, представители многочисленного рода Раменских, убеждённые демократы и сторонники просвещения, были лично знакомы с большим числом исторических лиц, включая Петра Великого, А. Н. Радищева, А. Т. Болотова, пугачёвцев, Н. М. Карамзина, декабристов, А. С. Пушкина и его друзей и родственников, художников XIX в. (Раменский утверждал, что его мать носила фамилию «Бирчанская» и была родственницей И. И. Левитана, фальсифицируя её реальное имя и происхождение — она была дочерью священника и краеведа Николая Синицына), М. А. Бакунина, Н. Г. Чернышевского, Марко Вовчок, Н. И. Кибальчича и других народовольцев, Э. Л. Войнич, В. Ф. Комиссаржевскую, К. А. Тимирязева, А. С. Попова, М. В. Фрунзе, В. И. Ленина, иных представителей семьи Ульяновых и многих других. Многие из этих людей якобы бывали в Мологине или других местах Тверской губернии (как правило, реальные тверские страницы биографии были дополнительным стимулом для включения героя в легенду) и гостили у Раменских, близко с ними дружили, делились творческими замыслами или революционными планами, делали им подарки и писали письма, а также давали на сохранение архивы, на возможности поиска которых Раменский намекал.
В окончательной версии легенды сообщалось: «Создаётся впечатление, что Раменские в глухом селе Мологино являлись в этот период в какой-то степени связующим звеном между представителями многих семей, объединенных общностью взглядов и идеалами лучшего будущего нашего народа». Действительно, контакты знаменитостей с Раменскими, как правило, не ограничивались единичным эпизодом общения двух лиц — согласно мифу, они часто «дружили семьями», причём иногда на протяжении нескольких поколений (Радищевы, Пушкины, Ульяновы и т. д.). При этом фальсификатор «знакомил» не только знаменитых людей со своими предками, но и самих знаменитостей друг с другом (например, Болотов и Радищев, фактически никогда не упоминавшие друг друга и придерживавшиеся разных убеждений, оказались у него единомышленниками и друзьями; Марко Вовчок, посещая Тверскую губернию, вместе с Раменскими общается также с В. Д. Поленовым и Ю. П. Вревской; А. И. Герцен и П. Л. Лавров одновременно оказываются за границей, куда к ним приезжает одна из Раменских и т. п.). Раменский пытался в разное время включить в свой проект и другие персоналии, включая М. И. Кутузова (отдалённого родича бывших владельцев дома в деревне Лялино, где жил его отец; Кутузов и его генералы якобы бывали в этом доме и оставляли автографы на стёклах) и М. Н. Тухачевского, но из-за тех или иных неудач эти сюжеты не вошли в самую позднюю и объёмную версию мифа («Акт» 1985 года).
Отмечено, что в этом ряду выступают только официально признанные в советской и болгарской исторической памяти того периода «передовые» деятели и значимые события разных эпох, а Радищев и Пушкин интересуют фальсификатора в соответствии с коммунистической интерпретацией, как участники революционного движения. Образы реальных исторических деятелей, отразившиеся в подделках Раменского, последовательно «революционизируются» и упрощаются. Не избежал этого и наиболее выдающийся из реальных предков фальсификатора — директор народных училищ А. П. Раменский, представленный как друг семьи Ульяновых, сочувствующий революционному движению, летописец династии, после 1917 г. якобы побывавший у своего «ученика» как ходок от учителей Тверской губернии и преподававший в Симбирске на курсах красных командиров. Исторически реальный А. П. Раменский, однако, был человеком скорее правых взглядов, который после Февраля 1917 года был вынужден уйти в отставку.

### Героизированная автобиография
Антонин Аркадьевич приукрашивал и собственную биографию — легенда включала в себя упоминания о его знакомстве с М. Горьким, Н. А. Островским, А. Н. Толстым и М. Е. Кольцовым (будто бы оценивавшими его литературные сочинения), участии в коллективизации и Великой Отечественной войне, с которыми он связывал события, приведшие к расстройству здоровья.
Мемуарные очерки Раменского дошли до нас в основном в архивах; он избегал выступать в печати с текстами от первого лица и почти всегда использовал для этого журналистов-посредников. Эго-тексты Раменского содержат немотивированные выдумки, «перпендикулярные реальности», даже в тех случаях, когда они не рассчитаны на публикацию и не несут никакой очевидной выгоды для рассказчика. Из «личных воспоминаний» Раменского наибольший успех сопутствовал мемуару о Николае Островском, в том числе о встрече с Горьким, в уста которого фальсификатор вложил высокую оценку произведений и личности Островского. Несмотря на хронологическое неправдоподобие, этот рассказ переиздавался неоднократно в составе свода воспоминаний о писателе. Фигура Островского имела для Раменского особое значение — конструируя свой образ «прикованного к постели» литератора, активиста комсомола и партии, он явно ориентировался на сложившийся образ автора «Как закалялась сталь», хотя в публикациях о нём эта параллель развития не получила. Он был лично знаком и переписывался со вдовой Островского Раисой Порфирьевной, которая с доверием относилась к его рассказам и «авторизовала» его воспоминания о муже.
Лишь незадолго до смерти Раменский заявил, что в детстве на Сельскохозяйственной выставке видел Ленина, который якобы «спросил тихо: „Как там твои старики“?», причём ещё за три года до этого его фантазии ограничивались только встречей на станции Бологое с ленинским поездом, из которого к собравшимся школьникам выходили Крупская, Семён Будённый и болгарский коммунист Васил Коларов, но не сам Ильич.

## Успехи и популяризация мифа
Впервые сюжет, связанный с династией Раменских, появился в печати в октябре 1961 года на страницах «Вечерней Москвы» в заметке журналистки Н. А. Дилигенской, давней знакомой Раменского, которую он разыскал перед XXII съездом КПСС, в связи с «обнаружением» автографа Ленина на «Программе и уставе РСДРП» и его успешной легализацией. Накануне съезда партии Раменский и дружественные ему журналисты, военные политработники М. Маковеев и Б. Булатов предприняли активную информационную атаку на редакции центральных и региональных СМИ (звонки и заказные письма), акцентируя как уникальность находки, так и якобы тяжёлое (вплоть до предсмертного) состояние здоровья Раменского. 29 октября 1961 года вышла посвящённая Раменскому заметка журнала «Огонёк» (с. 6) о «Программе», подаренной Раменским съезду; сообщения об этом прошли по страницам и других центральных изданий. В декабре 1961 г. в передовице «Правды» «Владыкой мира будет труд» «династия учителей Раменских», двести лет учительствующая «на русской земле», была названа в ряду других «трудовых советских династий», что резко повысило авторитет легенды. Подделка «пометок Ленина на первой программе партии» удачно совпала с принятием на этом же съезде третьей программы КПСС: возможно, результат даже превзошёл ожидания мистификатора.
Спустя год после «ленинской» Раменскому удалась также первая и наиболее успешная «пушкинская» фальсификация, которая также сопровождалась потоком сообщений в прессе. 50-летие Раменского в 1963 году широко отмечалось, вплоть до специального сообщения ТАСС, активно печатались его воспоминания и стихи. В том же 1963 году был торжественно отмечен и 200-летний «юбилей» мологинской школы, а также вышла отдельная брошюра о династии, автором которой был писавший о Раменских от начала до конца проекта (на протяжении 25 лет) военный журналист и политработник полковник М. С. Маковеев, ровесник и земляк Антонина Аркадьевича, специальный корреспондент «Красной звезды», автор многочисленных публикаций о военно-патриотическом воспитании. Впоследствии в Мологине был открыт бюст Пушкина (копия бюста работы И. П. Витали) с надписью, увековечивающей легенду Раменского; он сохранился в запустевшем селе до сих пор. В 1965 году отец фальсификатора Аркадий Николаевич Раменский получил звание «Заслуженный учитель РСФСР», одной из школ с санкции партийного начальства было присвоено имя Раменских.
В 1965 году популяризатор мифа Александр Никитин написал биографию «Директор народных училищ А. П. Раменский» (Пермь, 1965), куда помимо документальных сведений об этом исторически реальном человеке вошли и фантастические сюжеты, в том числе отсутствовавшие в предыдущих версиях легенды. В 1972 году сведения о династии вошли в книгу известного педагога и журналиста Симона Соловейчика «Час ученичества», в одном ряду с Ломоносовым, Руссо, Коменским, Песталоцци и другими. В этой книге история Раменских стала своего рода центральным хронологическим стержнем повествования, связующим воедино разные поколения педагогов; разным поколениям «династии» посвящено несколько специальных главок-отступлений, перемежающих основную линию рассказа об истории образования. Соловейчику принадлежит и ряд других публикаций о Раменских, в том числе англоязычных, рассчитанных на международную аудиторию. В 1984 году он пересказывал уже более позднюю, «пятисотлетнюю» версию мифа, а также предлагал «найти место для уникальной династии Раменских» в «Центральном музее народного образования СССР», который планировалось создать в связи с объявленной в этом году «школьной реформой». Значительные по объёму рассказы о Раменских вошли в посвящённые краеведческой пушкиниане книги журналистов «Мои осенние досуги» Алексея Пьянова (1979) и «Пушкин и Урал» Александра Никитина (1984).
В советской печати 1960—1980-х годов продолжали регулярно появляться и другие рассказы о династии, отражающие новые вымышленные сюжеты. Как правило, журналисты — авторы этих публикаций — лично общались с А. А. Раменским и относились к его утверждениям с полным доверием, а некоторые из них (прежде всего названные выше М. Маковеев, Н. Дилигенская, Б. Булатов, С. Соловейчик, А. Пьянов, А. Никитин), активно поддерживали проект целыми сериями публикаций. Впрочем, у научной корреспондентки Дилигенской рассказы Раменского вызывали и определённый скепсис, который она высказывала в частных письмах («побывав на днях у Антонина Аркадьевича, была как всегда ошеломлена потоком рассказов, фантастических, но занятных. Рассказать обо всем невозможно, да и не стоит…», 1963), что не мешало ей участвовать в публичной информационной поддержке сюжетов проекта, связанных с Пушкиным и декабристами, до середины 1970-х. Кроме того, существенным был поток вторичных публикаций, лишь тиражировавших ключевые сюжеты мифа: сведения, восходящие к фантазиям Раменского, проникали в биографии реальных исторических лиц, краеведческие очерки, педагогические работы, популярные публикации на другие темы и т. д.
Раменский, ставший в 1976 году пенсионером уже союзного значения, предпринял в конце 1970-х и начале 1980-х годов новые шаги c целью оживить угасающий интерес к своему проекту, всё меньше считаясь с правдоподобием. К этому времени он передатировал основание московской школы предком династии, «обнаружив» целую запись, датированную 1479 годом, и готовя, таким образом, уже всесоюзный 500-летний юбилей, однако схожего резонанса этот сюжет не вызвал. Около этого же времени он начал распространять сюжеты из наиболее обширного изложения фальсификации — так называемого «Акта», хотя полностью обнародован этот текст был только после его смерти. В 1981—1982 году с Раменским несколько раз встречался работавший в Москве болгарский журналист Христо Асырджиев, опубликовавший обширную статью о пятисотлетнем роде Раменских (с особым акцентом на болгарских сюжетах, но с рассказом и о других основных эпизодах мифа), которая потом неоднократно перепечатывалась в болгарской прессе, в том числе и после разоблачения фальсификации. После знакомства с Асырджиевым фальсификатор при его помощи отправил руководителю коммунистической Болгарии Тодору Живкову журнал XIX в. с изготовленным ещё в 1960-е годы «автографом» Христо Ботева и «медальон в честь 500-летия основателя династии»; известно, что Живков также присылал ему книгу в подарок. По просьбе Антонина Аркадьевича, утверждавшего, что его родственники до сих пор живут в Болгарии и связи с ними поддерживались ещё в начале XX века, журналист поместил в болгарской газете обращение к болгарским Раменским с просьбой откликнуться. Никто ему не ответил, однако вскоре Раменский «взволнованно» рассказал Асырджиеву, что в ответ на это объявление к нему в гости приходила дальняя родственница из Мексики — якобы представительница «американской» ветви Раменских, потомков участников Гражданской войны в США.
На протяжении всего проекта фальсификатор получал реальные сочувственные письма читателей, в том числе от коллективов пионеров и комсомольцев. Помимо журналистов, другие гости и целые делегации (с малой родины, из Болгарии и т. п.) посещали его и на дому. Этот поток писем и визитов специально стимулировался самим творцом легенды. Раменский, судя по материалам его архива, охотно вступал в переписку с потомками знаменитых людей, мемуаристами и просто советскими статусными фигурами, рассылая книгу Маковеева «Династия учителей Раменских», рассказывая о связи своего рода с их предками и даже прося подтвердить те или иные сюжеты. В большинстве случаев корреспонденты ему верили и благодарили за новые сведения, а Раменский старался поддерживать контакты с ними на продолжении многих лет, напоминая о себе поздравительными открытками. Собранная в альбомы и организованная по тематическим коллажам коллекция автографов (часто делавшихся по просьбе Раменского), фотографий и ответных писем потомков знаменитостей и вообще известных людей, как и благодарственные письма музеев и организаций, высоко ценилась Раменским и служила для него средством презентации значимости своего проекта и себя лично.

## Подделки надписей и текстов
Мистификация сопровождалась рядом подкрепляющих её материальных подделок — как правило, дарственных и владельческих надписей на старых книгах, якобы подаренных различным представителям династии Раменских великими людьми или их окружением. Эти книги, как правило, отец и сын Раменские одну за другой «обнаруживали» в различных местах (или им «присылали» анонимные энтузиасты) после гибели основной части своей библиотеки, в том числе среди развалин семейного дома в Мологине (деревня сильно пострадала во время войны, находясь на театре затяжной и упорной Ржевской битвы). После «обнаружения» Раменский обычно предпринимал попытки легализации уникальных текстов, сообщая о них журналистам, а затем преподнося эти книги в дар музеям и организациям, от которых получал письма-благодарности, в дальнейшем использовавшиеся как авторитетное подтверждение легенды. Подобные «открытия» часто были приурочены к тем или иным юбилеям или событиям.
Первым опубликованным сюжетом в проекте Раменского стал «ленинский», мотивированный реальным эпизодическим пересечением биографий А. П. Раменского и И. Н. Ульянова. В октябре 1961 года был обнародован экземпляр брошюры «Программа и устав РСДРП», который содержал собственноручные пометки Ленина, якобы связанные с первоначальной разработкой партийных документов, а также запись простым карандашом «London, съезд, 1903 г. В. Ульянов». В семью книжка якобы попала через сына А. П. Раменского, студента-медика, а затем актёра труппы Ф. Ф. Комиссаржевского Анатолия Алексеевича (1885 — после 1917), которому фальсификатор приписал знакомство с братом Ленина Д. Ульяновым (детали рассказа менялись вместе с датировкой издания). Фактически, как почти сразу же выяснили исследователи, эта брошюра вышла только в 1917 году и была издана меньшевистской группой «Единство», что не помешало Раменскому и его поклонникам и в дальнейшем распространять первоначальную, более выгодную версию рассказа. Реальные обстоятельства выхода брошюры делают сомнительным как интерес к ней Ленина, так и подобную датированную помету.
Второй «ленинской» подделкой Антонина Раменского стал «автограф» вождя на брошюре «Борьба за хлеб», сделанный, согласно легенде, в 1919 году и адресованный учителям Тверской губернии, представителем которых был Алексей Пахомович, будто бы приезжавший в Москву к «своему ученику» (опубликован в книге Маковеева в 1963 г.). Обе эти подделки были успешно легализованы и введены в авторитетные издания ленинских материалов: в «Биографическую хронику», а вторая из них — ещё и в Полное собрание сочинений Ленина (в качестве письма).
Была изготовлена и предъявлена в 1961—1962 годах (изучалась в Институте марксизма-ленинизма и осматривалась Т. Г. Цявловской) также семейная хроника предков фальсификатора за XIX — начало XX века в виде датированных записей на «Письмовнике» издания 1811 года. В частности, эта хроника подтверждала двухсотлетний возраст династии и школы в Мологине. При публикации ленинского сюжета Раменский представил входящую в неё «собственноручную» запись своего двоюродного деда Алексея Пахомовича о его дружбе с И. Н. Ульяновым, которого тот якобы сменил на посту директора народных училищ. Хотя вскоре специалисты обратились к архивам и обнаружили несоответствие этих сведений действительности (в том числе несовпадение почерка записи и реального почерка А. П. Раменского), это не повлияло на дальнейший успех мифа. В дальнейшем Антонин Раменский заявлял, что у его двоюродного деда в 1916 году «руку разбил паралич», поэтому он, несмотря на весьма активную деятельность в других отношениях, в поздние годы сам писать не мог, а диктовал, и ему были приписаны новые, гораздо более обширные «воспоминания».
Для подделок Раменского характерен ряд общих признаков: он искусственно делал книжную бумагу ветхой, надрывая её или предъявляя запачканные или обгорелые страницы (по легенде, реликвии «зарывались в землю» и/или пострадали в войну), а также преднамеренно выполнял бледные, трудночитаемые надписи, которые потом изучались в инфракрасных лучах. Первый ленинский «автограф» подвергся «усиливающей» съёмке, а второй, несмотря на подобный анализ, так и остался нечитаемым; текст цитировался и вошёл в собрание сочинений Ленина по разборчивой «копии» Антонина Аркадьевича, которые он в таких случаях обычно подклеивал рядом. Серьёзная проверка аутентичности ленинского почерка при этом либо фактически не проводилась, либо была невозможна.
Большинство текстов (особенно на позднем этапе проекта) фальсифицировались вообще без изготовления «автографов» и вводились Раменским в оборот по таким псевдокопиям (в частности, многочисленные тексты и цитаты, включённые в так называемый «Акт» описи библиотеки Раменских: письма Радищева, Болотова, Пушкина и других, дарственные надписи). Он заявлял, что в погибшем во время войны семейном архиве «было правилом записывать текст писем многократно, подчас на форзацах редких книг», поэтому подобные тексты, несмотря на отсутствие оригиналов, время от времени им «обнаруживались» среди книг своей библиотеки и демонстрировались. В качестве носителей «автографов» и «копий» обычно выбирались старые книги, подходившие по дате издания, но не обязательно по авторству или тематике.
В подтверждение разных сюжетов Раменский нередко ссылался на обнаруженные и «присланные» ему воспоминания и письма (обычно тоже «учителей»), независимо от него проверке не поддающиеся, в том числе сочиняя тексты с нужными ему сведениями от имени своих покойных родственников и знакомых, например, двоюродного деда, отца, журналиста Б. Н. Булатова, ржевского краеведа Н. М. Вишнякова и других.

## Подделка автографов и рисунков Пушкина
А. А. Раменскому принадлежит первая осознанная фальсификация автографов и рисунков А. С. Пушкина, причём в заблуждение были введены крупнейшие пушкинисты, и на протяжении десятилетий подделки считались сделанными рукою поэта. Пушкинский эпизод стал наиболее успешным «информационным вбросом» Раменского в собственно научной сфере (в то время как остальные его фальсификаты оставались достоянием преимущественно журналистики и популярной литературы).
Наиболее обширная и известная серия «автографов», впервые обнародованная в 1962 году, помещалась на очень ветхой и сильно испачканной книге Вальтера Скотта «Ивангое» (русский перевод 1826 года). Сведения о том, откуда она взялась у Раменского, противоречили друг другу: по версии, рассказанной в 1962 году, он нашёл её после войны среди остатков библиотеки деда «в подвале старой церковной сторожки в селе Мологине», а по версии, опубликованной в 1984 году одним из популяризаторов мифа А. Г. Никитиным, Раменский спас книгу в 1941 году, «пробравшись в уже оставленное с боями родное село», и «вынес из горящего дома», а на время войны зарыл в Москве в землю.
Серия автографов включала владельческую надпись Пушкина, дарственную надпись поэта своему вымышленному современнику из династии Раменских, якобы сделанную в тверском имении Полторацких Грузино весной 1829 года, отрывок из «Русалки» («Как счастлив я, когда могу покинуть…»), чернового отрывка из зашифрованной и уничтоженной «Десятой главы» «Евгения Онегина», где речь идёт о декабристах, а также различные рисунки, в том числе изображающие казнь декабристов. Наиболее сильно были повреждены как раз листы с надписями и рисунками, которые «скорее угадывались, чем читались» или «не столько читаются, сколько узнаются».
Осенью 1963 года книга «Ивангое» была отреставрирована, сфотографирована в инфракрасных лучах в Институте марксизма-ленинизма и приобретена Пушкинским домом АН СССР. Специалисты по творчеству и рисункам Пушкина Т. Г. Цявловская, Н. В. Измайлов и С. М. Бонди — роль последнего была решающей — признали пушкинские тексты и рисунки подлинными. Через три года появилась большая публикация Цявловской, специально посвящённая новонайденной книге, которую исследовательница расценила как «совершенно исключительную по значению находку», в том числе охарактеризовав рисунок казни декабристов как «лучший» из рисунков Пушкина на ту же тему. В заблуждение были введены также писавший о замысле «Евгения Онегина» И. М. Дьяконов, рассуждавшая о знакомстве Пушкина с романом Скотта Л. М. Лотман и другие литературоведы, воспользовавшиеся авторитетной публикацией Цявловской. Датировка «Десятой главы» (по крайней мере, соответствующей строфы) в связи с «находкой» в Мологине была «уточнена» (считается, что её текст был написан только осенью 1830 года в Болдине), были «пополнены» сведения о круге знакомств и маршруте поездок Пушкина в 1829 году. Публикация Цявловской легализовала также другие фальсификаты — записи воспоминаний деда Раменского и семейную «летопись» Раменских 1810—1860-х годов. Хотя независимых доказательств реального существования «Алексея Алексеевича Раменского» по доступным Цявловской источникам найти не удалось, сведения об этом человеке как о знакомом Пушкина были в дальнейшем внесены в справочник Л. А. Черейского «Пушкин и его окружение» и стали непременной принадлежностью калининской (тверской) краеведческой литературы о пребывании Пушкина в этих краях.
Приписанный Пушкину план местности на той же книге «Ивангое» и часть рисунков были всё же практически сразу отклонены как неаутентичные. По словам Цявловской, «три профиля на правом поле страницы, а также и затылок, пририсованный к профилю, нарисованному Пушкиным, сделаны беспомощно, неопытной рукой. Пушкину они не принадлежат». Однако сомнения в аутентичности тех или иных элементов записей на книге, как и в случае с «ленинской» подделкой и рядом других эпизодов, не повлияли на общий вывод о подлинности целого: так, заметив, что одна из цифр в дате записана «так, как Пушкин никогда не писал», исследовательница предположила, что дату добавил к пушкинскому автографу мнимый адресат. Впрочем, несколько позже Цявловская, несмотря на свой изначально восторженный отзыв, вообще не стала упоминать рисунки из «Ивангое» в своей книге «Рисунки Пушкина» (1-е издание — 1970), а затем не реагировала на многочисленные письма Раменского с предложением легализовать своим авторитетом новые сенсации, в том числе собрания артефактов, в итоге презентованные им уже без её участия московскому и ленинградскому музеям (см. следующий раздел).

## Мемориальные «реликвии» и изображения
Помимо текстов, в различных поздних версиях мифа фигурировали также предметы-реликвии, связанные с великими людьми, включая Петра I и Пушкина: Раменский то припоминал о наличии в прошлом в семье таких вещей, то внезапно предъявлял их и пытался легализовать. Попыток легализации одного и того же предмета (с меняющимися легендами) могло быть несколько; в удачном случае, как правило, Раменский преподносил артефакт в дар тому или иному музею. В разные годы Раменский упоминал «чертежи и письма» Петра Великого, его железный ларец, трость, гвоздь, выкованный им «при закладке первой баржи» и, наконец, собственноручно сделанные царём стол и кресло, в начале 1980-х годов демонстрировавшиеся гостям в московской квартире фальсификатора. В 1980 году в связи с 110-летним юбилеем Ленина Раменский после долгого перерыва вернулся к ленинскому сюжету, передав в Центральный музей Ленина выпущенный в 1918 г. памятный жетон с изображением К. Маркса, объявив его медалью, которым его двоюродного деда якобы наградил А. В. Луначарский по распоряжению Ильича. Об этой «медали» писала газета «Правда», цитируя также «найденные краеведами» обширные псевдовоспоминания об общении А. П. Раменского с Лениным. Ранее (в 1968 г.) Раменский рассказывал об этой же «медали», что её получил, также «из рук Ленина», муж его тётки Н. Я. Смольков, а ещё за пять лет до этого неудачно посылал её на экспертизу в Эрмитаж.
Наиболее масштабный идущий от Раменского подлог реликвий также связан с именем Пушкина. После успешной презентации автографов на «Ивангое» в 1963 году фальсификатор попытался эксплуатировать этот сюжет далее, придумав новые эпизоды контактов Раменских с Пушкиным и его окружением. В 1972 году Раменский преподнёс московскому Музею А. С. Пушкина первый том романа А. П. Степанова «Постоялый двор. Записки покойного Горянова, изданные его другом Н. П. Маловым» (СПб., 1835) с владельческой надписью Пушкина, якобы посланный в подарок ссыльным декабристам братьям Муравьёвым (будто бы учившимся у того самого Раменского, которому Пушкин «подарил» книгу «Ивангое»), а потом привезённый из Сибири Матвеем Муравьёвым-Апостолом и отданный семейству Раменских. В 1974 году, к 175-летнему юбилею поэта, в музей поступил второй том «Постоялого двора», будто бы входивший в этот же подарок, с многочисленными текстами: пометкой коменданта Нерчинских рудников С. Р. Лепарского, списками известного послания Пушкина «В Сибирь» и декабристского ответа на него — «Струн вещих пламенные звуки» А. И. Одоевского, а также записями о жизни Муравьёва-Апостола в Ялуторовске. Кроме того, в том же 1974 году Раменский подарил музею обширный набор «пушкинских» реликвий (всего 16 предметов) — детскую распашонку, полотенце, будто бы вышитое Ариной Родионовной, детскую чашечку, гусиное перо, перочистку, дорожный подсвечник, бумажник, серебряную чайную ложечку, японский рисунок, игральные кости, статуэтку Будды и другие вещи, будто бы принадлежавшие поэту, а затем из разных источников собранные учителями Раменскими на протяжении XIX века и спасённые в войну. Каждый из предметов сопровождался собственной легендой: перо якобы хранилось у А. П. Керн (что «подтверждала» сопроводительная записка), а перочистка была будто бы прислана прадеду Раменского, собиравшему «народный музей», А. А. Пушкиным (что «подтверждало» целое письмо сына поэта, «не сохранившееся» в подлиннике, но датированное 1879 годом), причём ею же до Пушкина пользовался Н. И. Новиков, и так далее.
В 1975 году московский дар Раменского исследовался экспертами: пушкинист и декабристовед Н. Я. Эйдельман не усомнился в том, что роман Степанова прошёл через руки Пушкина и декабристов, хотя позже и отметил, что мнимый владелец книги — Матвей Муравьёв-Апостол — в Петровском заводе, куда якобы пришла книга, не жил. Ряд предметов из коллекции эксперты признали поздними и датировали их концом XIX — началом XX века (в частности, на «пушкинской» ложечке была обнаружена дата «1915 год»), однако это не дало им оснований отнестись ко всему дару Раменского с осторожностью; более того, было решено даже эти заведомо неаутентичные вещи «хранить как возможные свидетельства о тех мемориях, которые прежде были в коллекции, но со временем утрачены». Перо, распашонку, полотенце, роман Степанова и ряд других предметов было решено считать мемориальными вещами и включить в собрание ГМП. В. М. Русаков, специалист по родословной и биографиям потомков Пушкина, уже в 1976 и 1979 годах высказывался о письме сына Пушкина, сопровождавшем одну из псевдореликвий, как о явной подделке или по крайней мере содержащем «небескорыстные» прибавления.
В 1979 году Антонин Аркадьевич сделал аналогичный обширный дар и во Всесоюзный музей А. С. Пушкина в Ленинграде. Это был ещё один, четвёртый том романа «Постоялый двор», также с «владельческой надписью» Пушкина, и ещё несколько книг и других реликвий, аналогичных московским (всего 32 номера). На форзацах трёх книг при этом были якобы делавшиеся Раменскими «копии» писем Пушкина, Радищева и Е. А. Карамзиной. Большинство этих «находок» было включено в собрание музея и фигурировало в публикациях, несмотря на то, что и в этом случае часть предметов оказались поздними, а «владельческая надпись» Пушкина была обведена чернилами по карандашу, что не помешало ей сойти за настоящую. Однако восемь бытовых предметов, входивших в тот же комплекс, всё же были возвращены Раменскому. Неудачной оказалась и попытка ввести в научный оборот «копию письма Пушкина», хотя экспертная оценка в данном случае была негласной.
Фальсификация включала в себя также иллюстративный материал, также якобы «спасённый в войну», например «портреты» вымышленных предков Андриана и Алексея Раменских, примитивно стилизованный под берестяную грамоту текст хроникальной записи 1479 года, которые время от времени воспроизводились в публикациях о династии. «Портрет Алексея Раменского», впервые опубликованный в 1965 г., спустя четырнадцать лет, поменяв легенду и изображённого персонажа, был включён в дар ленинградскому музею Пушкина. В настоящее время он хранится в музее-квартире Пушкина на Мойке и, по-видимому, в действительности представляет собой старообрядческий портрет первой половины XIX в. Вместе с комплексом других фальсификатов Раменский передал в московский музей Пушкина также акварель «Вид на реку Тьму в Бернове» «с изображением омута», будто бы написанную И. И. Левитаном и подаренную семье Раменских. Над этюдами к картине «У омута» Левитан действительно работал рядом с тверской деревней Берново, прежде принадлежавшей друзьям Пушкина; с этим пейзажем также связывают предание о девушке-самоубийце, будто бы положенное Пушкиным в основу драмы «Русалка». Раменский сделал частью своего мифа все эти сюжеты: и Пушкин во время написания «Русалки», и Левитан во время работы над пейзажем якобы общались с его предками (цитата из «Русалки» выписана на якобы подаренном Пушкиным романе «Ивангое»); кроме того, он объявил собственную мать родственницей художника. Ряд «медальонов», «барельефов» и «миниатюр» представлялся или анонсировался Раменским и в связи с болгарским направлением своего проекта.

## Разоблачение
Поводом для разоблачения эпопеи Раменских стала публикация в журнале «Новый мир» (1985) так называемого «Акта», который излагает историю семейства по материалам семейных библиотеки и архива, якобы переданных в краеведческий музей Ржева и там погибших во время войны. Первые упоминания об «Акте» и фрагменты из него появились в печати ещё в 1966 и в 1979 году. Полная публикация была приурочена к школьной реформе, объявленной в 1984 году, и к началу учебного года; между выходом двух номеров журнала, как раз в День знаний, 1 сентября 1985 года, Антонин Аркадьевич Раменский скончался.
По версии публикатора М. Маковеева, автора многих прижизненных статей о Раменском и брошюры 1963 года, этот обширный текст, напечатанный с продолжением в двух номерах толстого журнала (36 страниц), был составлен в 1935—1938 годах по инициативе Марии Ульяновой и наркома просвещения Бубнова совместной комиссией Ржевского краеведческого музея, гороно и педтехникума. «По не зависящим от комиссии причинам» (вероятно, эвфемизм для репрессий, жертвой которых стал Бубнов) «Акт» не был отправлен в Наркомпрос и много лет спустя «случайно», как и большинство других уникумов, идущих от Раменского, найден в 1968 г. во время ремонта одного из домов в Павловском Посаде: тётка фальсификатора, муж сестры которой был членом этой комиссии, якобы забыла его там на чердаке. Утверждалось, что подлинность этой машинописи подтвердила «техническая экспертиза», а найденный «Акт» представлял собой «самую последнюю машинописную копию», в которой не были исправлены ошибки (некоторые из них были оговорены в послесловии). Редакция журнала, в свою очередь, отметила, что гарантировать точность сведений «Акта» и подлинность описанных в нём документов она не может, однако считает необходимым текст опубликовать, чтобы о нём могли высказаться специалисты.
«Акт» отразил наиболее позднюю, разветвлённую, обширную и изобилующую сенсациями (но тем самым — наиболее подозрительную с точки зрения достоверности) версию мифа. В «Акте» значилось около 10 тысяч писем известных лиц, 5 тысяч книг, в том числе старопечатных, мемуары шестнадцати поколений семьи о разных событиях и регионах. Рассказ об истории семейства перемежался обширными цитатами из воспоминаний и родового дневника (своеобразной «летописи») Раменских, в том числе переводов с «древнеславянского» и греческого языков, копиями неизвестных писем или дарственных надписей Радищева, Новикова, Карамзина, Пушкина, народовольцев и др. В распоряжении комиссии будто бы находились и другие источники, помимо архива Раменских, например, «летописи Старицкого монастыря», где это семейство также фигурировало. В «Акте» некоторые сюжеты, намеченные в более ранних публикациях, были дополнены новыми подробностями, отчасти анонсировавшимися в печати ещё с 1970-х годов. Например, один из представителей династии стал близким конфидентом Радищева и адресатом его предсмертной исповеди, было впервые обнародовано «письмо Пушкина Раменскому» (оба эти текста входили в дар ленинградскому музею в 1979 г., но тогда не публиковались), утверждалось, что в собрании Раменских хранилось 135 листов пушкинских рукописей, а в письме сына поэта, сопровождавшем подаренную семье Раменских «пушкинскую» перочистку, появилась ранее отсутствовавшая информация о том, что один из членов этой семьи, павший на Русско-турецкой войне, «состоял в гражданском браке» с известной сестрой милосердия Ю. П. Вревской. К «Акту» было приложено послесловие Маковеева, в котором он рассказывал и о других сюжетах, связанных с династией (например, о фотокопиях сибирских записок Радищева, якобы хранившихся Раменскими до 1967 года).
Однако на сей раз многочисленные критики и эксперты — специалисты по биографии и творчеству Пушкина, Радищева, Болотова, Марко Вовчок, Чернышевского, Герцена — вскоре, уже в мае 1986 года, заявили на страницах «Литературной газеты» (письма за подписью С. А. Кибальника, А. Татаринцева, М. Перпер, Б. Б. Лобача-Жученко, Андрея Толмачева, С. Гурвич и И. Птушкиной), что связанные с известными людьми биографические подробности и цитаты, содержащиеся в «Акте», вымышлены, противоречат известным фактам, нарушают хронологию, и никаких независимых источников о подобной деятельности Раменских (в том числе связанной с лицами, чьи биографии и архивы хорошо изучены) не существует. В статье 1987 г. о тверских пушкинских местах, соавтором которой был пушкинист С. А. Фомичёв, подчёркивается: «Столь тесные и постоянные контакты с выдающимися деятелями русской культуры, которые пропагандируются в данной публикации (а до нее во многих работах о пребывании Пушкина в Тверском крае), невозможно было скрыть от общественности на протяжении двух веков. Это примерно все равно, что не обнаружить мамонта в биологическом балансе природы ушедшей эпохи». Позже В. П. Козлов, первоначально доверявший публикаторской легенде об «Акте» и допускавший, что он был составлен действительно в 1930-е годы, чтобы отвести от Раменских угрозу репрессий, установил, что и сам «Акт» представляет собой подделку, составленную уже после войны (не ранее второй половины 1960-х годов, под влиянием поздних публикаций о декабристах и Радищеве), и что его содержание гиперболизирует изначально более скромные фантазии, пропагандировавшиеся Раменским до того. Публикация «Акта» не лучшим образом отразилась на репутации «Нового мира»; как отмечает А. И. Рейтблат, «не случайно и то, что после разгрома „Нового мира“ и превращения его в рядовой советский журнал „Новый мир“ сам опубликовал фальшивку о семье Раменских…».
В статье в «Литературной газете» С. А. Кибальник, сославшийся также на «многих специалистов из Пушкинского дома», впервые печатно поставил под сомнение подлинность пушкинских автографов на издании романа «Ивангое» («Айвенго»): «Вместо стремительного, уверенного хода пушкинской руки отчетливо видим медленные, робкие движения…». Подкреплённые авторитетом Цявловской, эти автографы оставались последним существенным элементом «мологинской легенды», и необходимость их повторной экспертизы после критической публикации 1986 г. стала очевидной. В 1995 году сотрудница отдела рукописей Пушкинского дома Т. И. Краснобородько, одна из ведущих специалистов по пушкинским рукописям, провела такую экспертизу и подтвердила вывод о подделке. Краснобородько выяснила, что большинство «автографов» (текстов и рисунков), представленных Раменским, в действительности копируют факсимиле хорошо известных подлинных рукописей Пушкина из одного и того же тома «Литературного наследства», вышедшего в 1934 году, или близко подражают им. Таким образом, наиболее успешные подделки возникали в случае, когда Раменский подражал опубликованным воспроизведениям пушкинских автографов, воздерживаясь от сочинения новых текстов. В тех случаях, когда буквального образца перед фальсификатором не было (дарственная надпись, не воспроизводившийся факсимильно отрывок из «Русалки» «Как счастлив я…», а также и позже сочинённое «письмо Пушкина Раменскому»), он допускал мелкие и крупные ошибки в выборе лексики, стилистике, написании слов и сокращений, невозможные у Пушкина. Кроме того, Пушкин никогда не делал дарственные надписи прямо поверх печатного текста на титульном листе, а также не записывал стихов и не рисовал в книгах. Подобные записи могли бы быть сделаны Пушкиным в альбоме или (как это и было с образцами подделки) в рабочей тетради, но никак не на страницах романа. В данном случае мы имеем дело, возможно, с первой преднамеренной подделкой почерка Пушкина; вероятно, именно поэтому академические пушкинисты, привыкшие к совсем иным этическим стандартам и не готовые к подобным фальсификациям, и были введены в заблуждение Раменским.
В 2010 году в Музее А. С. Пушкина в Москве была устроена выставка «Поэзия пушкинского мифа», где были выставлены предметы из коллекции Раменского, прямо описанные как образец мифотворчества.

## Анализ
Обобщающая публикация о подделках Раменского была подготовлена историком и архивистом В. П. Козловым в 1998 году. В этой статье, помимо разбора ряда конкретных лингвистических и фактических промахов фальсификатора, а также датировки создания «Акта», Козлов впервые поставил вопрос о целях, которыми руководствовался Раменский, творя свой проект. Согласно Козлову, изучившему в архиве собиравшиеся Раменским альбомы и свидетельствовавшую об общественном признании переписку, «Антонин Аркадьевич проявил в
высшей степени изощренную изобретательность и фантазию, знания и трудолюбие, энергию и смелость для документального оформления красивой и сложной исторической легенды. Она жила
вместе с ним, принося ему немалые, по крайней мере общественные, дивиденды: всесоюзную славу, уважение земляков, внимание журналистов, восхищение пионеров и комсомольцев. Трудно сказать, когда поверил в созданную им легенду и ее автор — ведь иначе быть не могло: жить десятилетия без веры в это, с постоянным ожиданием разоблачения — испытание, как нам кажется, немыслимое для любого человека». Козлов отметил проработанную Раменским сложную «систему прикрытия подлогов», его хорошую начитанность и знакомство с малоизвестными историческими фактами, а также включённость его в контекст советской пропаганды. «Может быть, Антонин Аркадьевич, работая с книгами и первоисточниками, осознал мифологичность истории своего Отечества, созданной партийными идеологами, и потому цинично и смело начал дополнять ее вымышленными фактами и людьми. Возможно и наоборот: именно такая история составила основу его искренних убеждений и чувств». Меркантильный интерес, с точки зрения Козлова, не был для фальсификатора ведущим мотивом: «И все же было в этом что-то от наивной фантазии, едва ли не детского желания приноровить себя через свой род к истории Отечества».
В 2022 году А. А. Рыбалка издал монографию о Раменском и его героях, вобравшую также его публикации о Раменских 2018—2021 годов. А. А. Рыбалка впервые исследовал по независимым документальным источникам реальные биографии самого Раменского и его предков, продемонстрировав приёмы, которыми он пользовался для приукрашивания действительности и создания фантомных событий и персонажей. Задавшись вопросом о причинах и контексте деятельности мистификатора, Рыбалка предполагает, что Антонин Аркадьевич был одержим мифоманией — психопатическим расстройством истерического типа, которая способствовала как настойчивости в распространении легенды, так и, парадоксальным образом, убедительности его рассказов; кроме того, он был «обаятельным манипулятором», придавал большое значение презентации своего мифа и учитывал восприятие собеседника. Непосредственным толчком для создания проекта стало сочетание нескольких факторов: расстройство физического здоровья, комплекс неполноценности, поток воспоминаний в прессе в связи с 40-летием революции в 1957 г., знакомство с литературой о Николае Островском и факт биографического пересечения А. П. Раменского с семьей Ульяновых. В то время как мифоманский тип личности Раменского не уникален, природа его исключительных успехов, с точки зрения Рыбалки, «может быть исследована только через особенности мировосприятия тогдашнего советского социума». С самого начала проекта Раменскому удалось заручиться поддержкой авторитетных институций — газеты «Правда», Института марксизма-ленинизма и Пушкинского дома, — легализовавших наиболее громкие его подделки, что в дальнейшем также благоприятствовало (по крайней мере, публично) доверию, а не критике. Важную роль в мифе Раменского сыграли советские журналисты, в том числе политработники, которые имели различные основания популяризировать и даже творчески развивать его фантазии — от тематики своих публикаций (педагогика, военно-патриотическое воспитание, пушкинистика, краеведение) до стремления повысить собственную значимость. Ключевые сюжеты мистификации Раменского вписывались в хорошо узнаваемые любым советским человеком коммеморативные сценарии и практики, связанные с историей революционного движения и лично Лениным, трудовыми династиями, боевыми подвигами, «передовыми людьми России». Эти сценарии апеллировали не столько к проверяемым фактам, сколько к эмоциям, готовым шаблонам и пропагандистской целесообразности, что долгое время обеспечивало его рассказам успех и «запас прочности» даже несмотря на изредка выявлявшиеся ошибки и промахи. Разоблачению мистификации способствовали как смерть её создателя, так и «изменение общего курса пропаганды».

## Дальнейшая жизнь легенды
Миф о Раменских, несмотря на разоблачение, продолжает жить в популярной, педагогической и краеведческой прессе, особенно на родине его создателя — в Тверском крае. На фантазиях Раменского в значительной степени построены беллетризованные работы Марины Кретовой о биографии Ю. П. Вревской («роман-альбом» «Баронесса Вревская», М., 1998). В современных публикациях Раменские предстают уже не революционерами и атеистами, как в оригинальной версии, а «династией православных глубоко-верующих учителей Раменских» или «духовных просветителей Раменских».
Экспозиция дома Василия Львовича Пушкина в Москве, открывшаяся в 2013 году как филиал ГМП, включает в себя в качестве двух наиболее почётных экспонатов фальсификаты Раменского — распашонку (или, как её стали называть в современных публикациях, «крестильную рубашку») Пушкина и «полотенце Арины Родионовны». Руководитель департамента культуры города Москвы Александр Кибовский назвал рубашку «святыней отечественной культуры». В рассказах журналистов о музее не обходится без упоминания этих артефактов, хотя, как правило, и говорится об их сомнительном происхождении.
Легенда даже вошла в символику сельского поселения Итомля Тверской области, куда входит Мологино: на флаге и гербе Итомли изображена зажжённая свеча, символизирующая труд Раменских по просвещению края, а в официальном описании этих символов мистифицированная история многовековой династии принята за чистую монету. В Итомле имеется открытый в 1986 году (в год разоблачения фальсификации) памятник якобы жившему в XVIII веке Раменскому, основавшему эту школу. В 2010 году памятник был отреставрирован и торжественно вновь открыт, причём в речи главы Ржевского района говорилось: «Более 250 лет в селе Мологино трудились учителя Раменские. С тех пор их талант и интеллект воплощались в дела и мысли не только ржевских, но и многих российских учителей».